# Ставрида-тол
Ставрида-тол, или плоский хоринем (лат. Scomberoides tol), — вид лучепёрых рыб из семейства ставридовых. Распространены в тропических и тёплых умеренных водах Индо-Тихоокеанской области. Максимальная длина тела 60 см. Морские пелагические рыбы. Обитают в прибрежных водах на глубине до 50 м.

## Описание
Тело продолговатое, эллиптической формы, сильно сжатое с боков. Верхний и нижний профили тела сходны по форме. Рыло заострённое. Дорсальный профиль головы слегка выпуклый. Верхняя губа в средней части соединяется с рылом полоской кожи (уздечкой), у молоди разделены неглубокой бороздкой. Окончание верхней челюсти заходит за вертикаль, проходящую через задний край глаза. На верхней челюсти зубы расположены в два ряда: внешний ряд увеличенных зубов конической формы, во внутреннем ряду зубы ворсинкообразные. Зубы на нижней челюсти расположены в два ряда, разделённых неглубокой бороздой; у взрослых особей зубы во внешнем и внутреннем рядах равны по величине; у молоди зубы во внешнем ряду лишь немного более многочисленные и расположены ближе друг к другу по сравнению с зубами во внутреннем ряду. У молоди есть одна или две пары клыковидных зубов на симфизе нижней челюсти, которые исчезают по мере роста рыб. Есть ворсинковидные зубы на сошнике и нёбе. На первой жаберной дуге 21—26 жаберных тычинок (включая рудиментарные), из них на верхней части 4—7 жаберных тычинок, а на нижней —17—20 тычинок. Два спинных плавника разделены небольшим промежутком. В первом спинном плавнике 6—7 коротких отдельно сидящих колючек, которые располагаются в мелкой канавке. Во втором спинном плавнике один жёсткий и 19—21 мягкий луч. В анальном плавнике две отдельно посаженные колючки и 18—20 мягких лучей. В задних частях мягкого спинного и анального плавников лучи соединены мембраной только до середины луча. Длины оснований второго спинного и анального плавников одинаковые. Передние доли второго спинного и анального плавников удлинённые. Длина брюшных плавников сходна с длиной грудных плавников или немного меньше. Хвостовой плавник сильно выемчатый. Боковая линия немного прерывистая, делает небольшой изгиб вверх над грудными плавниками и далее идёт прямо до основания хвостового плавника. В боковой линии нет костных щитков. Чешуйки ниже боковой линии тонкие и игольчатые, частично вдавлены в кожу. Нет канавок на хвостовом стебле. Позвонков: 10 туловищных и 6 хвостовых.

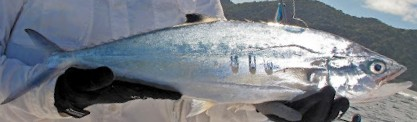

Верхняя часть тела голубоватая, нижняя — серебристая или серебристо-белая. По бокам тела расположены 5—8 чёрных пятен овальной или продолговатой (ориентированы вертикально) формы; первые 4—5 пятен пересекают боковую линию. У молоди пятна слабые или отсутствуют. Передняя половина лопасти второго спинного плавника тёмная. Лопасть анального плавника белая.
Максимальная длина тела — 60 см, обычно до 40 см. Масса тела — до 510 г.

## Биология
Морские пелагические рыбы. Обитают в прибрежных водах на глубине 0—50 м, заходят в эстуарии. Часто образуют небольшие стаи у поверхности воды. Питаются преимущественно рыбами. Молодь питается чешуёй и эпидермисом кожи других рыб.

## Ареал
Широко распространены в Индо-Тихоокеанской области от Южной Африки до Красного моря и Персидского залива; далее на восток вдоль побережья южной и юго-восточной Азии до Индонезии, Папуа-Новая Гвинея и Западной Австралии; на север до юга Японии и на юг до Квинсленда. В Тихом океане встречаются у Тонга и Маркизских островов.

## Взаимодействие с человеком
Имеют ограниченное местное промысловое значение. Ловят дрифтерными и жаберными сетями, ярусами и кошельковыми неводами. Популярный объект спортивной рыбалки. Рекордный экземпляр плоского хоринема массой 1,02 кг был выловлен 22 марта 2008 году у берегов Мозамбика.
Как и у других представителей рода Scomberoides, колючие лучи первого спинного и анального плавников связаны с ядовитыми железами; их укол может быть довольно болезненным для человека